# Carl E. Milliken

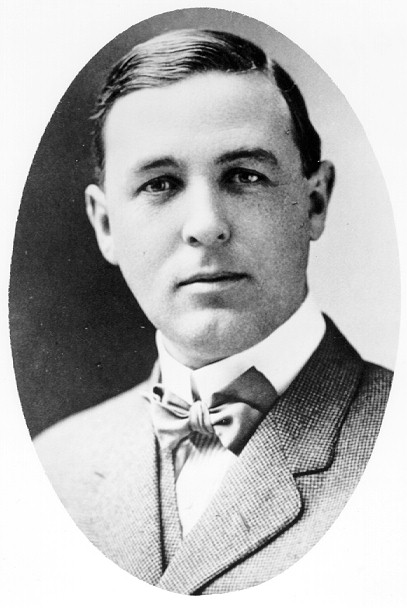
Carl Milliken

Carl Elias Milliken (* 13. Juli 1877 in Pittsfield, Maine; † 1. Mai 1961 in Springfield, Massachusetts) war ein US-amerikanischer Politiker und von 1917 bis 1921 Gouverneur von Maine.

## Frühe Jahre und politischer Aufstieg
Carl Milliken besuchte bis 1897 das Bates College und studierte dann an der Harvard University, an der er im Jahr 1899 seinen Abschluss machte. Danach stieg er in das Holzgeschäft ein. Außerdem wurde er Leiter einer örtlichen Telefongesellschaft. Zwischen 1909 und 1912 war er Mitglied im Repräsentantenhaus von Maine und zwischen 1912 und 1916 war er im Staatssenat. Als Vertreter des progressiven Flügels der Republikanischen Partei wurde er im Jahr 1916 gegen den Amtsinhaber Oakley Curtis zum neuen Gouverneur von Maine gewählt. Bei diesen Wahlen wurde das Vorwahlsystem in Maine eingeführt, nach dem die Parteien ihre Kandidaten in Vorwahlen (Primaries) von den Wählern bestimmen lassen.

## Gouverneur von Maine
Milliken trat sein neues Amt am 3. Januar 1917 an. Nach einer Wiederwahl im Jahr 1918 konnte er bis zum 5. Januar 1921 im Amt bleiben. Millikens Amtszeit war zunächst von der Ereignissen des Ersten Weltkriegs überschattet, an dem die Vereinigten Staaten seit April 1917 teilnahmen. Die Industrieproduktion des Landes musste auf Rüstungsgüter umgestellt werden. Junge Männer mussten gemustert und zum Militär eingezogen werden. Außerdem wurde in Maine eine eigene Schutztruppe (Maine Home Guard) aufgestellt. Nach dem Ende des Krieges im November 1918 musste die Industrieproduktion wieder auf den zivilen Bedarf zurückgefahren, und die heimkehrenden Soldaten mussten wieder in die Gesellschaft integriert werden. Innenpolitisch unterstützte Milliken die Prohibitionsbewegung und befürwortete den entsprechenden Zusatz zur US-Verfassung, der 1919 in Kraft trat.

## Weiterer Lebenslauf
Nach dem Ende seiner Gouverneurszeit zog sich Carl Milliken aus der Politik zurück und widmete sich seinen privaten Interessen. Er engagierte sich in der aufkommenden Filmindustrie und war bis zu seinem Rücktritt im Jahr 1947 über 20 Jahre lang im Vorstand der Motion Picture Association of America. Anschließend befasste er sich mit Lehrfilmen für Schulzwecke. Carl Milliken verstarb am 1. Mai 1961. Er war zweimal verheiratet und hatte insgesamt sieben Kinder.